# Cumia simonis
Cumia simonis is een slakkensoort uit de familie van de Colubrariidae. De wetenschappelijke naam van de soort is voor het eerst geldig gepubliceerd in 2004 door Bozzetti.